# Benoît de Bonvoisin
Baron Benoît Marie Ghislain Martin Marcel Patrice de Bonvoisin (Etterbeek, 14 maart 1939) is een zakenman en een voormalig Belgisch politicus. 

## Levensloop
Bonvoisin, telg uit het geslacht De Bonvoisin, is de zoon van Pierre de Bonvoisin (1903-1982), die voorzitter was van de Generale Bank. De familie is afkomstig uit Verviers waar voorvaders bestuurlijke functies vervulden. Pierre werd in 1957 opgenomen in de erfelijke adel met de titel van baron, aanvankelijk overdraagbaar bij eerstgeboorte, later op de mannelijke afstammelingen. Hij koos als wapenspreuk: Benevole et fortiter. 
Langs zijn moeder, Elisabeth Galopin (1910-1998), is Benoît de Bonvoisin de achterkleinzoon van Gérard Galopin (1849-1921), jurist en rector van de Luikse universiteit en de kleinzoon van Alexandre Galopin (1879-1944), gouverneur van de Société Générale de Belgique (Generale Maatschappij van België) die op het einde van de oorlogbezetting door het doodseskader van Robert Verbelen werd vermoord. Benoît de Bonvoisin heeft twee zussen en een broer en is zelf ongehuwd.
De Bonvoisin is kandidaat in de wijsbegeerte aan de Université Catholique de Louvain en ging werken voor politicus Paul Vanden Boeynants binnen het Centre Politique des Indépendants et des Cadres (CEPIC).

## Andere activiteiten
De Bonvoisin stichtte de Union européenne des classes moyennes. 
Hij zette zich ervoor in om de erkende geneeskunde open te stellen voor andere vormen, en om manieren te zoeken waarop ouden van dagen die dat wensten hun levenservaring en competentie ten dienste van de gemeenschap kunnen stellen. 
Behalve zijn politieke activiteiten voor het CEPIC was De Bonvoisin ook betrokken bij het bestrijden van de corruptie en het communisme in Zaïre, samen met zijn contacten bij de Amerikaanse regering.